# Ozark, Alabama
Ozark är en stad (city) i Dale County, i delstaten Alabama, USA. Enligt United States Census Bureau har staden en folkmängd på 14 848 invånare (2011) och en landarea på 88,3 km². Ozark är administrativ huvudort (county seat) i Dale County.